# برنامج السعودية لرواد الفضاء
برنامج السعودية لرواد الفضاء هو برنامج سعودي أطلقته الهيئة السعودية للفضاء في 22 سبتمبر 2022 ويهدف لتأهيل كوادر سعودية متمرسة لخوض رحلات فضائية طويلة وقصيرة المدى والمشاركة في التجارب العلمية والأبحاث الدولية والمهام المستقبلية المتعلقة بالفضاء.
ويتضمن البرنامج إرسال رواد ورائدات فضاء سعوديين إلى الفضاء في مهام لخدمة البشرية، وأطلقت أول الرحلات في مايو عام 2023، وضم أول طاقم رائدة ورائد فضاء سعوديين: ريانة برناوي وعلي القرني، وتعد ريانة الرائدة السعودية الأولى إلى الفضاء.

## مضامين البرنامج
يتضمن برنامج المملكة لرواد الفضاء، إرسال رواد ورائدات فضاء سعوديين إلى الفضاء في مهام لخدمة البشرية، حيث انطلقت أول الرحلات في العام 2023، وضمت أول طاقم سعودي مكون من رائدة ورائد فضاء سعوديين، لتسجّل المملكة بذلك حدثاً تاريخياً مهماً من خلال إرسال أول امرأة سعودية إلى الفضاء.
مضامين البرنامج هي:
- رائدات ورواد فضاء سعوديين.
- أول رائدة فضاء سعودية في 2023.
- مهمات طويلة وقصيرة المدى إلى الفضاء.
- أبحاث وتجارب لخدمة البشرية.[2]

## أهداف البرنامج
تعد رحلات الفضاء المأهولة مقياساً لتفوق الدول وتنافسيتها عالمياً في العديد من المجالات مثل التقدم التكنولوجي والهندسي والبحث العلمي والابتكار.
وتعتزم السعودية إطلاق الإستراتيجية الوطنية للفضاء خلال الأشهر القادمة، والتي ستقدم عرضاً مفصلاً لجميع برامج الفضاء السعودية وأهدافها التي تسهم في خدمة الإنسانية.
أهداف البرنامج هي:
- تأهيل كوادر سعودية لخوض رحلات فضائية.
- المشاركة في التجارب والأبحاث المتعلقة بالفضاء.
- الاستفادة من الفرص الواعدة التي يقدمها قطاع الفضاء وصناعاته عالميًا.
- المساهمة في الأبحاث التي تخدم البشرية مثل الاستدامة وتكنولوجيا الفضاء.[3]

## تاريخ البرنامج
- 12 فبراير 2023: أعلنت الهيئة السعودية للفضاء عن إرسال أول رائدة فضاء سعودية ورائد فضاء سعودي إلى محطة الفضاء الدولية خلال الربع الثاني من العام 2023م، حيث ستلتحق رائدة الفضاء ورائد الفضاء السعوديان: ريانة برناوي وعلي القرني بطاقم مهمة AX-2 الفضائية بهدف بناء القدرات الوطنية في مجال الرحلات المأهولة لأجل البشرية،[4] وأوضحت الهيئة أن أن الرحلة العلمية ستنطلق من الولايات المتحدة الأمريكية إلى محطة الفضاء الدولية، وأن البرنامج يتضمن تدريب رائدة ورائد فضاء آخرين على جميع متطلبات المهمة وهما: مريم فردوس و علي الغامدي.[5]
- 21 مايو 2023: أعلنت السعودية عن إطلاق الرحلة العلمية المتجهة إلى الفضاء على متنها أول رائدة فضاء سعودية "ريانة برناوي" ورائد الفضاء "على القرني" على متن مركبة من محطة الفضاء الدولية (ISS) بمدينة كيب كانيفرال في ولاية فلوريدا الأمريكية. وأعلن أن رائدي الفضاء سيخوضان خلال رحلتهم 11 تجربة بحثية وعلمية "في بيئة الجاذبية الصغرى، إضافة إلى 3 تجارب تفاعلية تعليمية مع طلاب وطالبات المدارس في المملكة، ليصبح مجموع التجارب 14 تجربة تستهدف القيام بالأبحاث البشرية وعلوم الخلايا، وتجارب الاستمطار الصناعي في بيئة الجاذبية الصغرى".[6][7]
- 31 مايو 2023: أعلنت الهيئة السعودية للفضاء نجاح المهمة العلمية لرائدي الفضاء السعوديان: علي القرني وريانة برناوي، وعن عودتهما وهبوط المركبة الفضائية التي تقلّهما وطاقم المهمة «Ax-2» في المحيط الأطلسي قبالة سواحل ولاية فلوريدا الأمريكية، بعد رحلة علمية مميزة في محطة الفضاء الدولية (ISS).[8]